# Омаруру (река)
Омару́ру (англ. Omaruru River) — пересыхающая река в Намибии, в области Эронго. Впадает в Атлантический океан.
Берёт начало в области Очозондьюпа, севернее гор Эчо (2086 м) и Очимакуру (2045 м). Течёт на юго-запад через город Омаруру, где пересекается с Транснамибийской железной дорогой, огибает с севера горы Эронгоберге и течёт через Окомбахе. Впадает в Атлантический океан севернее города Хентисбай.
Река пересыхающая. Наблюдались мощные паводки, при которых река достигала океана.
В верховьях рек Омаруру и Угаб живут народы дамара и гереро. На базе реки формируется линза грунтовых вод, которая удовлетворяет бытовые запросы населения.